# Майами-Дейд-колледж
Майами-Дейд-колледж (англ. Miami Dade College) — государственный университет в округе Майами-Дейд, Флорида. Основан в 1959 году. Является частью системы колледжей Флориды. В колледже учится более 161 000 студентов, что делает его крупнейшим высшим учебным заведением в США. Основной из восьми кампусов колледжа расположен в пригороде Майами. 

## Ссылка
- Официальный сайт